# Chachas (distrito)
O Distrito peruano de Chachas é um dos catorze distritos que formam a Província de Castilla, situada no Departamento de Arequipa, pertencente a Região Arequipa, Peru.

## Transporte
O distrito de Chachas não é servido pelo sistema de estradas terrestres do Peru.